# YIVO

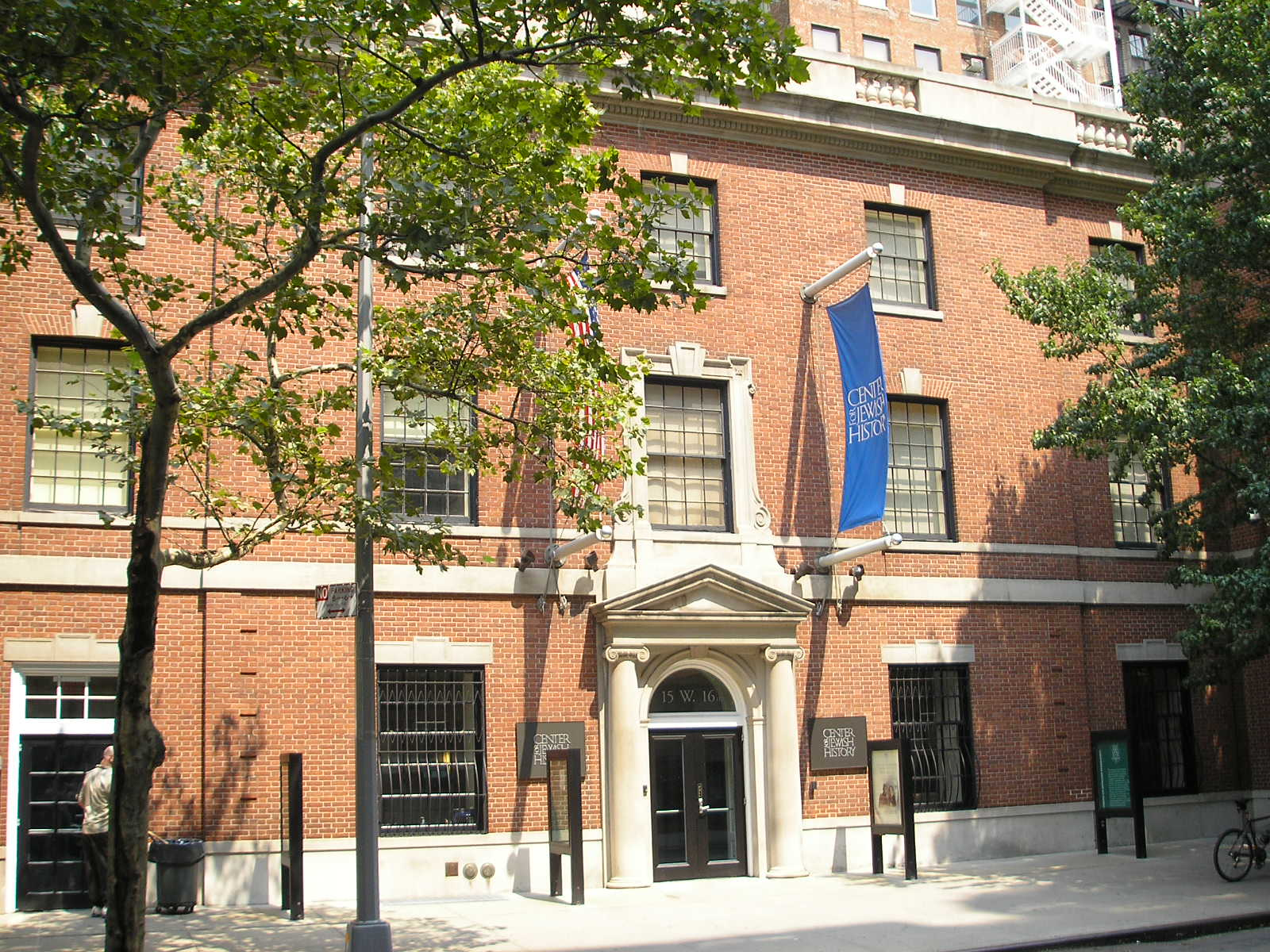
YIVO, Street, Manhattan, New York.

Le YIVO (en yiddish : ייִוואָ) est une institution créée en 1925 à Wilno en Pologne (aujourd'hui Vilnius, Lituanie) sous le nom de Yidisher Visnshaftlekher Institut (yiddish : ייִדישער װיסנשאַפֿטלעכער אינסטיטוט), ou Institut scientifique juif (ייִדישער yidisher = juif ou yiddish, selon le contexte), pour être une référence en matière d'études et de règles de la langue yiddish. Il a pris le nom d'Institut pour la recherche juive (Institute for Jewish Research), mais reste connu sous l'acronyme YIVO (translittération des initiales yiddish : ייווא). Son siège est aujourd'hui établi dans le borough de Manhattan à New York.

## Histoire
Le YIVO émane de la proposition du linguiste Nochum Shtif (en) (1879–1933) dans son mémorandum « Sur un institut académique yiddish » (Vegn a yidishn akademishn institut) de 1925. Ses fondateurs comprennent le philologue Max Weinreich (1894–1969) et l'historien Ilia Tcherikover (1881–1943). L'institut est fondé en 1925 à Berlin mais trouve ses racines dans le milieu intellectuel de la ville de Wilno, centre culturel juif important dans l'entre-deux-guerres.
L'institut s'installe donc à Wilno (alors en Pologne) et devient le centre d'études de l'histoire, de la culture et de la langue des Juifs d'Europe orientale. Il est divisé en quatre sections (philologie, histoire, économie et études sociales) et publie plusieurs revues dont les YIVO Bleter (1931) et Yidishe Shprakh (1941) .
En 1940, face à l'avancée nazie, l'institut quitte la Pologne et installe son siège à New York.
L'institut recueille des manuscrits, documents et sources pour le yiddish. Ses archives comptent 24 millions de documents et sa bibliothèque 385 000 ouvrages et périodiques dans de nombreuses langues européenne,.
En 1949, le bibliothécaire Antanas Ulpis, Juste de la mémoire, sauve une grande partie des archives en les plaçant dans le sous-sol d'une église de Vilnius, pour empêcher Staline d'effacer toute cette mémoire. Elles sont exhumées à la chute de l'URSS.
En 2015, l'historienne Lara Lempertiene est chargée d'expertiser l'ensemble du fonds lituanien. Le gouvernement co-finance le Vilna project de numérisation de ces archives, qui va durer sept ans et coûter cinq millions d'euros.

## Fonds
Le YIVO mène actuellement des activités de recherche et de publication d'ouvrages universitaires, parmi lesquels The YIVO Encyclopedia of Jews in Eastern Europe en 2008 (Yale University Press) à visée de référence sur l'histoire et la culture des Juifs d'Europe de l'Est. Cette encyclopédie est accessible en ligne depuis 2010 et gratuite. 
L'essentiel des documents date des années 1918-1939, mais certains documents datent du XVIIIe siècle.
Les documents sont ainsi écrits dans une dizaine de langues, dont le yiddish, l'hébreu, le polonais, le russe, l'allemand...
L'étude ethnographique va permettre de redonner vie à six cents ans d'histoire juive en Lituanie, notamment durant l'apogée des communautés, particulièrement à Vilnius, la Jérusalem du Nord, avec ses cent synagogues. Des 250 000 Juifs d'avant-guerre, il n'en reste guère que 200 au milieu d'une communauté d'environ 5 000 personnes, principalement d'origine russe.

#### Documentaire
- Diane Perelsztejn, La brigade des papiers, 60', 2018